# Gan De
Gan De (chinesisch 甘德) war ein chinesischer Astronom und Astrologe des 4. Jahrhunderts v. Chr.
Gan De stammte aus Shu, Qi oder Lu, die Quellen sind sich da nicht einig. Nach dem Shiji stammt er aus Qi.
Er ist einer der frühesten namentlich bekannten chinesischen Astronomen. Von ihm stammen die nicht erhaltenen Schriften Suixing jing (岁星经, Abhandlung über Jupiter, der damals Suixing hieß, Jahresstern) und Tianwen xingzhan (天文星占, Astrologische Vorhersagen). Auszüge bzw. Zitate sind im Kaiyuan Zhanjing (Kaiyuan Abhandlung über Astrologie, zwischen 718 und 726 n. Chr.) zusammengestellt erhalten. Außerdem verfasste er wie sein Zeitgenosse Shi Shen einen Sternenkatalog mit Koordinaten, der später in Ausgaben eines gemeinsamen Katalogs von ihm und Shi Shen aufging (Gan Shi xing jing bzw. 甘石星经). Die dort angegebenen Koordinaten entsprechen allerdings einer späteren Zeit (um 70 v. Chr.).
Er machte präzise Angaben zu Jupiter in seiner zwölfjährigen Umlaufperiode und gab an, im Jahr 365 v. Chr. einen Begleiter des Jupiters (was der hellste Jupitermond Ganymed sein könnte) beobachtet zu haben, was unter idealen Bedingungen möglich ist, obwohl er meist vom Glanz des Jupiters überstrahlt ist (Ganymed ist nur 5,9 Bogenminuten von Jupiter entfernt und Jupiter 760-mal heller). Der Begleiter erschien ihm rötlich, was genau genommen bei seiner geringen Helligkeit nicht beobachtbar ist. Er kannte das Konzept der synodischen Periode der Planeten und bestimmte sie für Merkur zu 136 Tagen (heute 115,9), Venus zu 587,25 Tagen (heute 583,9) und Jupiter zu 400 Tagen (heute 398,9).